# Pseudophryne douglasi
Pseudophryne douglasi és una espècie de granota que viu a Austràlia.